# Colosseum II
Colosseum II is een Britse rockband ontstaan uit de as van de originele Colosseum. Gevormd door de drummer van Colosseum Jon Hiseman in 1975, bestaat de nieuwe band uit Don Airey, John Mole en Gary Moore en zanger Mike Starr (die na het eerste album al zou verdwijnen). De sound was Jazz fusion georiënteerd, voornamelijk rond het gitaarspel van Moore. Na drie albums vertrok Moore voor een vierde passage bij Thin Lizzy en hield de groep het voor bekeken.

## Line-up
- Don Airey - Synthesizer, Keyboards (1975-1977)
- Jon Hiseman - Percussion, Drums (1975-1977)
- Gary Moore - Guitars, Vocals (1975-1977)
- John Mole - Bass (1977)
- Neil Murray - Bass (1975-1976)
- Mike Starr - Vocals (1975-1976)

## Discografie
- 1976 - Strange New Flesh
- 1977 - Electric Savage
- 1977 - War Dance
- 1978 - ...